# Bläuliche Sommerwurz
Die Bläuliche Sommerwurz (Orobanche coerulescens) ist eine Pflanzenart aus der Gattung der Sommerwurzen (Orobanche) in der Familie der Sommerwurzgewächse (Orobanchaceae).

## Beschreibung

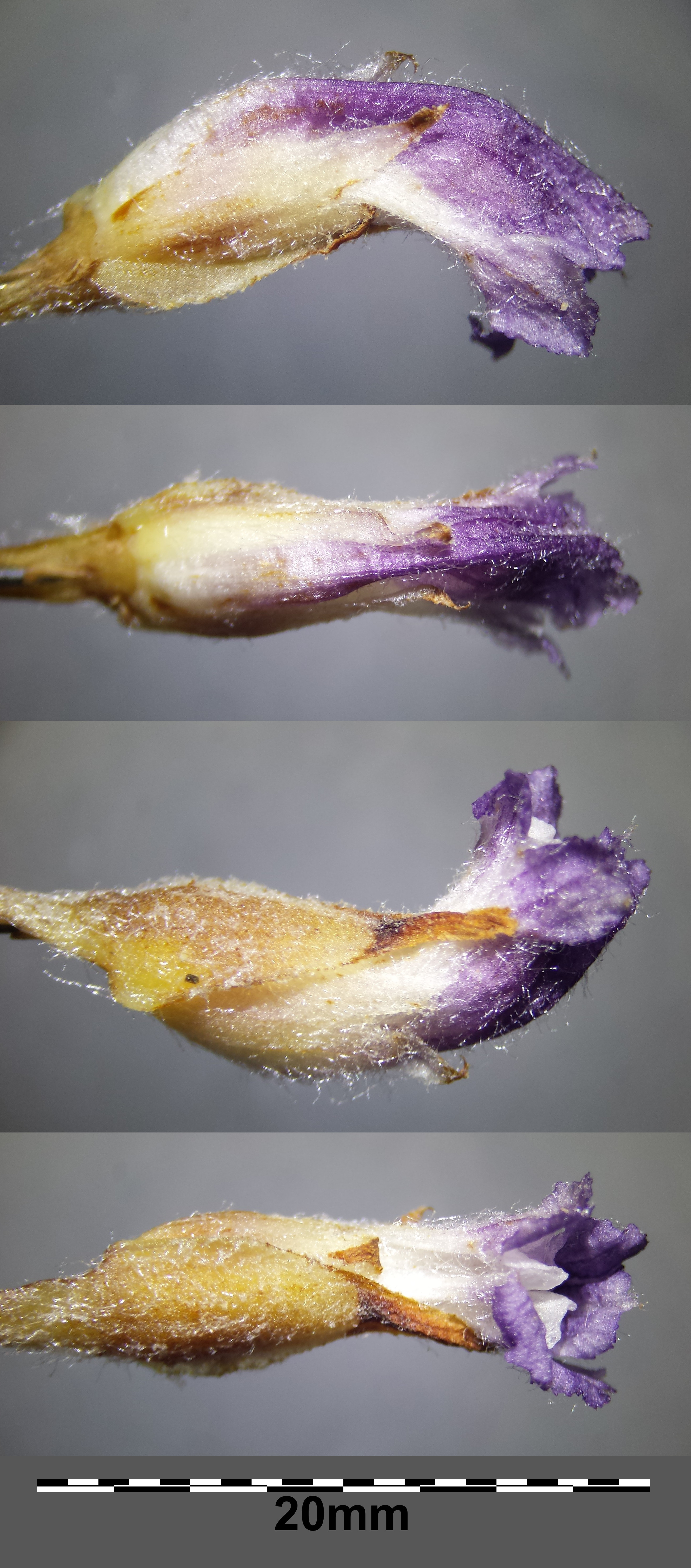
Blüte: Deckblatt, Kelch und Krone sind wollig-zottig behaart. Die Krone ist kräftig blauviolett.

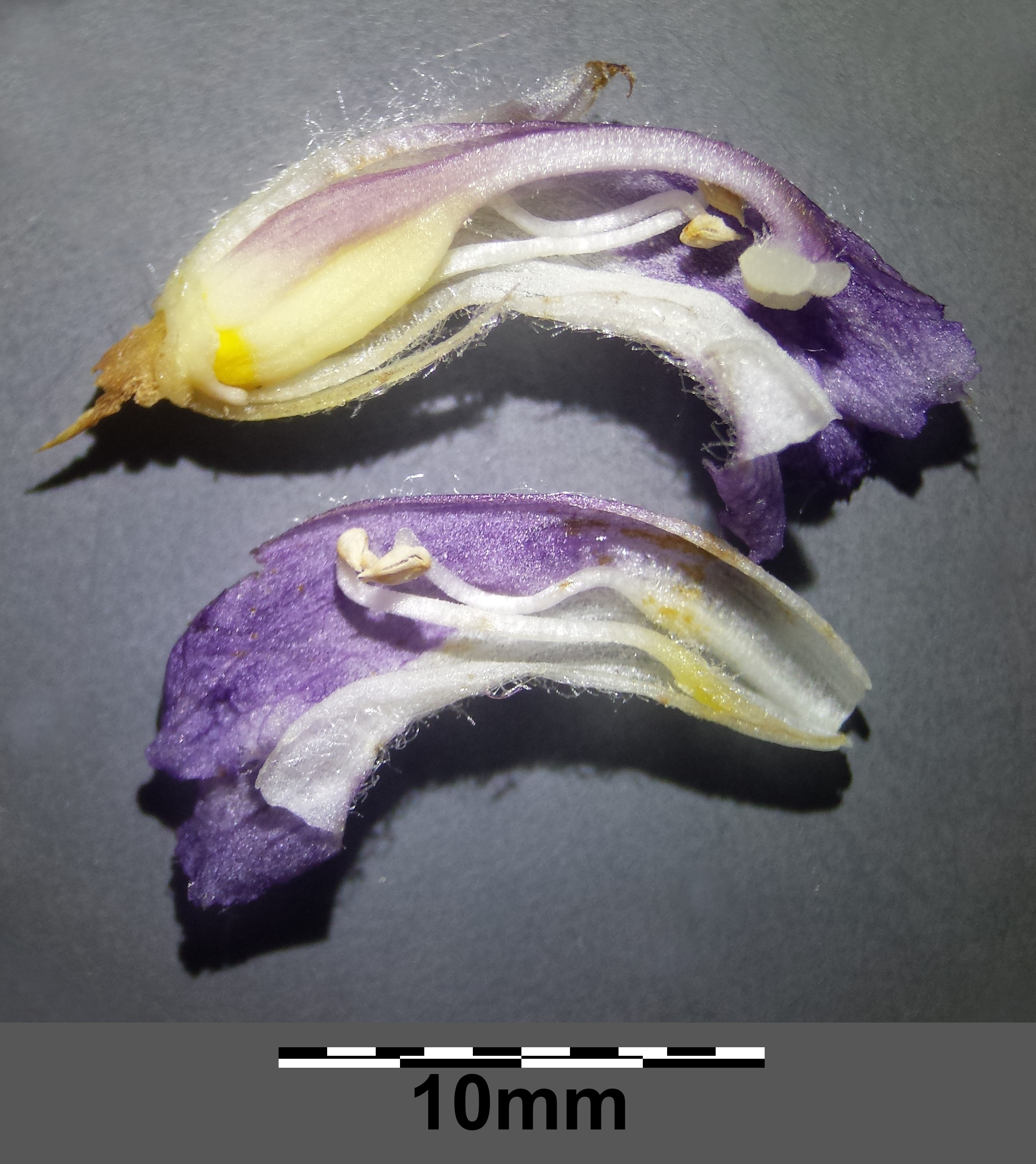
Geöffnete Blüte: die Kronröhre ist in der Mitte eingeschnürt und dort sind die Staubfäden eingefügt. Die Narbe ist weißlich.

Die Bläuliche Sommerwurz ist eine parasitisch lebende Pflanze, deren Stängel 10 bis 40 cm hoch werden. An der Basis sind sie gelblich, angeschwollen und verkahlend, oben spinnennetzartig wollig behaart. Die Laubblätter sind 10 bis 17 (selten bis 25) mm lang und lanzettlich.
Die Blütenstände sind bis zu 10 (selten bis zu 18) cm hoch und 2,5 bis 3,5 cm breit, meist dicht gebaut und spinnennetzartig wollig behaart. Die Tragblätter sind etwa so lang wie die Krone und lanzettlich-zugespitzt. Der Kelch ist 8 bis 13 mm lang, die Kelchblätter stehen frei und sind mehr oder weniger zweigezahnt. Die Krone ist (selten nur 10 bis) 14 bis 23 mm lang, spinnennetzartig wollig behaart, blass violett-blau gefärbt, nahezu aufrecht und an der Basis etwas aufgeblasen. In der Mitte ist sie eingeschnürt, der äußere Teil ist abstehend. Die Lappen der Unterlippe sind nahezu gleich und nicht bewimpert. Die Staubfäden sind unbehaart und setzen etwa 6 bis 7 mm oberhalb der Kronenbasis an. Die Staubbeutel sind meist unbehaart. Die Narbe ist blass-gelb.
Die Frucht ist eine Kapsel mit einer Länge von 8 bis 10 mm.
Die Chromosomenzahl beträgt 2n = 38.

## Vorkommen und Standorte
Die Art ist in Ost- und Mitteleuropa verbreitet. Ihr Verbreitungsgebiet reicht von Mitteldeutschland zur nördlichen Ukraine und dem südlichen Ural, sowie bis ins westliche Kasachstan im Süden, bis zum Kaukasusraum, Nepal, Sibirien, China, Japan, Korea, Mongolei und Russlands fernem Osten. Sie parasitiert an Arten der Gattung Artemisia. Sie kommt in Mitteleuropa in Gesellschaften der Ordnung Festucetalia valesiacae vor.

## Namenserklärung
Coerulescens bedeutet "blau werdend" und bezieht sich auf die Blütenkrone, wie Karl Ludwig Willdenow in seinem Werk "Species plantarum", Band 3, Seite 349, 1800 angibt.